# Voyage brisé
Pour plus de détails, voir Fiche technique et Distribution.
Voyage brisé (Broken Journey) est un film britannique réalisé par Ken Annakin, sorti en 1948.

## Synopsis
À la suite d'une panne de moteurs, un avion s'écrase sur un glacier des Alpes suisses. Que faire, rester à l'abri de la carlingue en attendant les secours ou quitter cet abri pour aller chercher du secours ?

## Fiche technique
- Titre original : Broken Journey
- Titre français : Voyage brisé
- Réalisation : Ken Annakin
- Scénario : Robert Westerby
- Direction artistique : Richard Yarrow
- Costumes : Julie Harris
- Photographie : Jack E. Cox
- Son : Les Hammond, Bill Salter
- Montage : Esmond Seal
- Musique : John Greenwood
- Production : Sydney Box
- Production associée : Roy Rich (en)
- Société de production : Gainsborough Pictures
- Société de distribution : General Film Distributors
- Pays d'origine :  Royaume-Uni
- Langue originale : anglais
- Format : Noir et blanc  — 35 mm — 1,37:1 — son mono
- Genre : drame
- Durée : 89 minutes
- Dates de sortie : 
  - Royaume-Uni : 31 mai 1948
  - France : 24 octobre 1951

## Distribution
- Phyllis Calvert : Mary Johnstone
- Margot Grahame : Joanna Dane
- James Donald : Bill Haverton
- Francis L. Sullivan : Perami
- Raymond Huntley : Edward Marshall
- David Tomlinson : Jimmy Marshall
- Derek Bond : Richard Faber
- Guy Rolfe : Fox
- Sonia Holm : Anne Stephens
- Grey Blake : John Barber
- Andrew Crawford (en) : Kid Cormack
- Charles Victor (en) : Harry Gunn
- Gerard Heinz (en) : Joseph Romer
- Sybille Binder : Lilli Romer
- Amy Frank : Frau Romer
- Michael Allan : Lieutenant Albert
- Stuart Lindsell : M. Barber
- Mary Hinton : Mme Barber
- Jan Van Loewen : le directeur de l'opéra
- Arthur Goullet : le premier guide
- Leo Bieber : le second guide

## Autour du film
- Ce film s'inspire d'une histoire vraie[1] : en novembre 1946, un Douglas DC-3 s'écrase sur le glacier du Gauli dans l'Oberland bernois. Cet accident marquera d'ailleurs le début des sauvetages aériens en Suisse[2].